# Mana Iwabuchi
Mana Iwabuchi (jap. 岩渕真奈 Iwabuchi Mana; ur. 18 marca 1993 w Tokio) – japońska piłkarka występująca na pozycji napastniczki w reprezentacji Japonii.

## Kariera klubowa
Piłkę nożną zaczęła uprawiać w wieku 8 lat za zachętą brata, Ryōty. Rozpoczęła wówczas treningi w Sekimae SC. W 2005 trafiła do młodzieżowego zespołu Nippon TV Beleza. W 2007 została włączona do pierwszego zespołu. W listopadzie 2012 podpisała obowiązujący od stycznia 2013 kontrakt z TSG 1899 Hoffenheim. W maju 2014 przeszła do Bayern Monachium. W sezonie 2014/2015 wywalczyła z tym klubem mistrzostwo Niemiec. 1 lipca 2017 została zawodniczką INAC Kobe Leonessa.

## Kariera reprezentacyjna
W 2008 wraz z reprezentacją Japonii U-17 dotarła do ćwierćfinału mistrzostw świata do lat 17 w 2008 i została uznana MVP tego turnieju. W tym samym roku została też uznana najlepszą azjatycką piłkarką przez Asian Football Confederation. W 2009 ponownie otrzymała ten tytuł. Znalazła się również w najlepszej jedenastce mistrzostw świata U-20 w 2010. W seniorskiej kadrze gra od 2010. Wraz z reprezentacją wygrała mistrzostwa świata w 2011 oraz zdobyła srebro igrzysk olimpijskich w 2012 i mistrzostw świata w 2015.

## Życie prywatne
Od 2011 uczęszcza na Komazawa Women's University.